# Inés Suárez

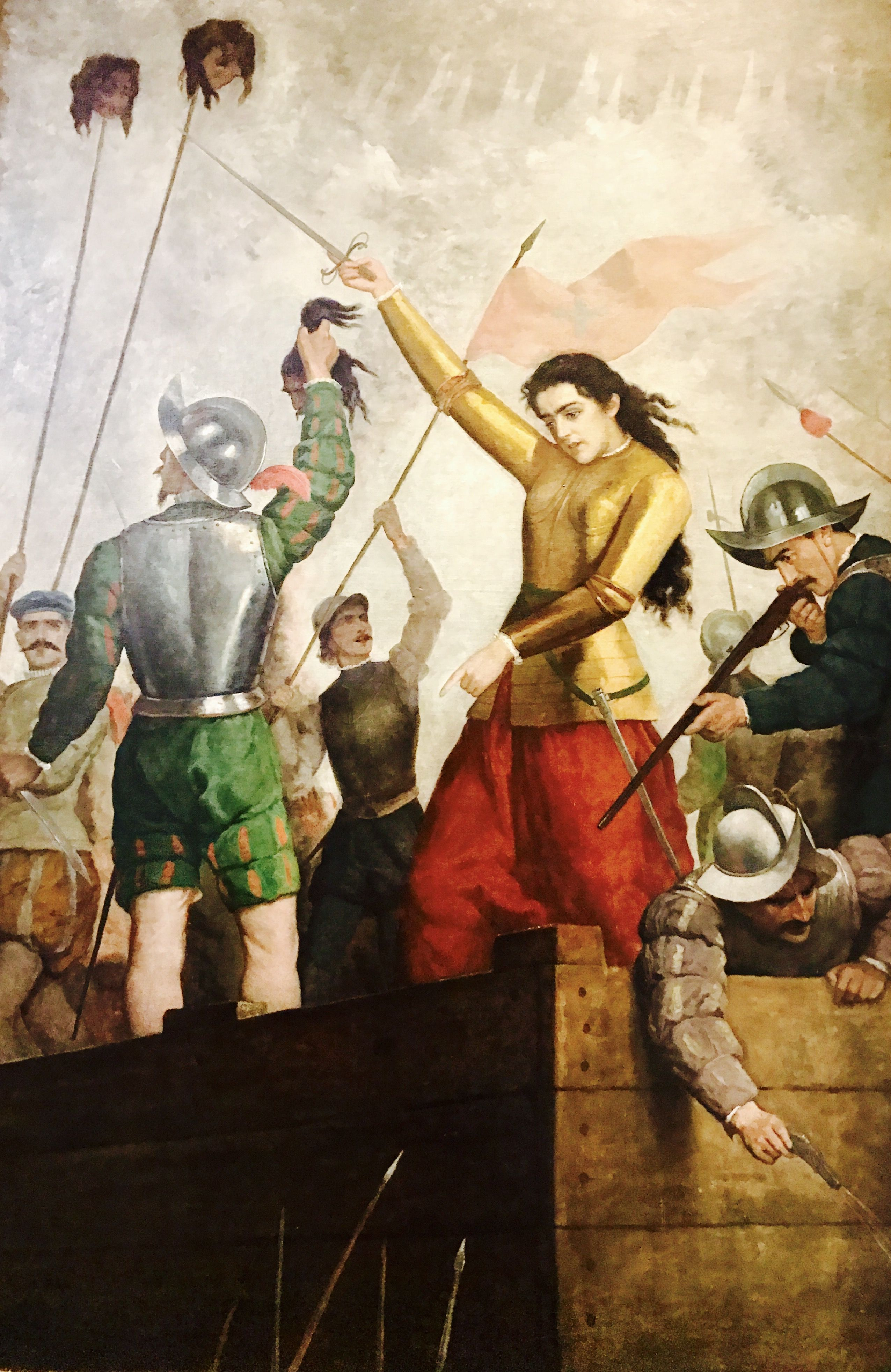
Inés de Suárez

Inés Suárez (Plasencia, 1507(?) - Santiago, 1580) was een conquistadora, een vrouwelijke conquistador.
Ze vertrok in 1537 naar Amerika om haar man te zoeken. Na jarenlang zoeken in Zuid-Amerika vond ze het stoffelijk overschot van haar man. Kort daarna werd ze de minnares van Pedro de Valdivia, de veroveraar van Chili. In 1541 verdedigde ze Santiago succesvol tegen een aanval van Indianen.

## Boek
In 2006 werd zij de hoofdpersoon in het boek 'Inés del alma mía' (Inés, vrouw van mijn hart), geschreven door de Chileense schrijfster Isabel Allende.